# Manás
Manás es un caserío peruano, capital del distrito homónimo, perteneciente a la provincia de Cajatambo del departamento de Lima, al centro oeste del Perú. 

## Ubicación
Manás se ubica al sur de la provincia de Cajatambo, en el distrito de Manás, en el departamento de Lima.

## Demografía
En 2017 Manás tenía una población de 203 habitantes y 246 viviendas.
| Gráfica de evolución demográfica de Manás entre 1993 y 2017 |
|                                                             |
| Fuentes: Población 1993 y 2017                              |